# Bang! (album Gotthard)
| Recensione | Giudizio |
| ---------- | -------- |
| AllMusic   |          |

Bang! è l'undicesimo album in studio della rock band svizzera Gotthard, che è stato pubblicato in tutto il mondo il 4 aprile 2014 tramite l'etichetta discografica PIAS Recordings.
Il disco è stato pubblicato in Nord America tramite l'etichetta discografica The End Records, il 24 giugno in formato digitale mentre il 12 agosto è uscita la versione deluxe con 3 bonus track.
Il 26 novembre 2014, i Gotthard annunciano sulla loro pagina ufficiale Facebook che l'album è diventato disco di platino per le vendite in Svizzera.
Bang! è stato premiato nella categoria Miglior album nazionale agli Swiss Music Awards, svoltisi il 27 febbraio 2015 a Zurigo.

## Video musicali
Per l'album sono stati registrati 3 videoclip, che corrispondono ai singoli Feel What I Feel e Bang! e al brano C'est la vie.

## Tracce[7]
Tutti i brani portano la firma di Maeder, Leoni e Scherer, a parte dove indicato.
1. Let Me in Katie (Intro) – 0:39 (Dennis Ward)
2. Bang! – 3:54 (Maeder, Leoni, Scherer e D. Lee)
3. Get Up 'N' Move On – 3:55
4. Feel What I Feel – 4:16
5. C'est la vie – 4:12
6. Jump the Gun – 3:41
7. Spread Your Wings – 5:35
8. I Won't Look Down – 4:18
9. My Belief – 4:37
10. Maybe – 4:29
11. Red On a Sleeve – 3:56
12. What You Get – 4:57
13. Mr Ticket Man – 3:32
14. Thank You – 10:57
15. I Want it All (traccia bonus) – 3:30
16. You Can't Stop Me (traccia bonus) – 4:42

North American bonus track
1. My Daddy Told Me (traccia bonus) – 2:56

## Formazione
- Nic Maeder - voce
- Leo Leoni - chitarra
- Freddy Scherer - chitarra
- Marc Lynn - basso
- Hena Habegger - batteria

### Altri musicisti
- Matthias Ulmer - organo in I Won't Look Down
- Nicolò Fragile - piano in Maybe e organo
- Melody Tibbits - voce in Maybe e Thank You
- Billy King, Danny Lee, Rocco Curci, Francesca Margiotta, Alessia Caracciolo, Andrea Nicolini e Laura Elisabeth Agrippa - cori

### Produzione
- Charlie Bauerfeind e Leo Leoni - produzione
- Charlie Bauerfeind e Davide Pagano - registrazione
- Ronald Prent - missaggio
- Dracy Proper - mastering

## Classifiche

### Classifiche settimanali
| Classifica (2014) | Posizione massima |
| ----------------- | ----------------- |
| Austria           | 23                |
| Belgio (Fiandre)  | 191               |
| Francia           | 109               |
| Germania          | 10                |
| Giappone          | 113               |
| Svizzera          | 1                 |

### Classifiche di fine anno
| Classifica (2014) | Posizione |
| ----------------- | --------- |
| Svizzera          | 13        |